# Helena Rudlová
Helena Rudlová (12. ledna 1897 Hořice – 14. listopadu 1965 Hořice) byla česká pedagožka, spisovatelka, básnířka a dramatička.

## Životopis
Rodiče Heleny byli Antonín Rudl (1864–1938) profesor, ředitel dívčí průmyslové školy Vesna, starosta města Hořice a Ludmila Peterová (1874–1946), svatbu měli 13. 8. 1892. Její sourozenci byli: Václav Rudl (1893–1967) architekt a stavitel, Ludmila Brandejsová-Rudlová (1895–1979) a Antonín Rudl (1899–1974) bankovní úředník.
Helena Rudlová absolvovala uměleckoprůmyslovou školu v Praze, vyučovala kreslení a vyšívání na Vesně v Hořicích. Věnovala se péči o mládež, mj. pracovala s romskými dětmi. Za druhé světové války pracovala v odboji (získala tři vyznamenání).
Po válce byla soudkyní z lidu. Kromě psaní básní, prózy a dramatu byla známá i jako sběratelka lidové slovesnosti. Sbírala pohádky, pověsti, písně, lidové zvyky a tance. Spolupracovala s Československým rozhlasem v Hradci Králové. Své menší práce zveřejňovala v časopisech/novinách: Eva, Lada, Národní listy, Svoboda, Zlatý máj, Zvěstování aj. Podílela se na Příručním slovníku jazyka českého. Bydlela v Hořicích na adrese Husova 8.

## Dílo

### Básně
- Zpěv země: báseň – s kresbami Karla Svolinského. Praha: Česká akademie věd a umění, 1935
- Dvanáct v kruhu: [básně] – v úpravě a s původními dřevoryty Františka Koubka. Hořice: František Ebert 1947

### Próza
- Strýc Jakub a Petříček – ilustroval Jiří Trnka; [třetí cena v soutěži o dětskou knihu]. Praha: Jan Otto, 1942
- Frantík čaroděj – kreslil Josef Kábrt. Pardubice: Česká belletrie, 1947
- Vodník nezbeda – kreslil Josef Kábrt. Praha: Garmond, 1947
- Vítr pouště a Zlaté ptáče – ilustroval František Kleiner [první cena v soutěži Dědictví Komenského]. Praha: Komenium, 1948
- Mám šáteček mám – Havlíčkův Brod: Východočeské nakladatelství, 1962
- Der geheimnisvolle Onkel Jakob – Deutsch [z čes. orig. Strýc Jakub a Petříček] von Hilda Leitnerová; Illustrationen von Jiří Trnka. Praha: Artia, 1962
- Oom Jacob komt logeren – [z čes. Strýc Jakub a Petříček] in het Nederlands verteld door Hanny Michaelis; Illustraties van Jiří Trnka. Praha: Artia, 1963
- Le mystérieux oncle Jacques –Traduction française [z čes. Strýc Jakub a Petříček] de Pierre Durand; Illustrations de Jiří Trnka. Praha: Artia, 1963
- Cikánský smích – ilustrovala Věra Vovsová. Havlíčkův Brod: Východočeské nakladatelství, 1964
- Trojbarevné okno
- Imruška [román]

### Divadelní hry
- Věčná otázka – [5 scén 14. 4. 1934 na večírku Zemské odborné školy pro ženská povolání v Českém Těšíně.] Praha: typ. Eduard Grégr a syn, 1932–1933
- Tři ženy a láska: Hra o třech dějstvích – [hráno v pražském divadle Akropolis] Praha: Nakladatelské družstvo Máje, 1933
- Dům kupce Jakuba – [hráno v pražském divadle Akropolis]

### Články
- Povídání o prošívání na síťovině – Eva časopis moderní ženy, ročník 3, číslo X, strana 20, 1930/1931
- Zub moudrosti. [Povídka.] – Pionýrské noviny, r. 10. 1961, č. 24. s. 4
- To všechno chce čas. [Péče o cikánské děti] – Zlatý máj, r. 7. 1963, č. 3 s. 112–114
- Hříbě. [Povídka.] – ABC mladých techniků a přírodovědců, 1963/1964, č. 2. s. 24–25
- Bagry. [Píseň pro děti.] – Hudba Miloš Salač. Estetická výchova, r. 7. 1964/1965 č. 3, příl. pro učitele hudební výchovy, s. 6–7
- Příživníci. [Píseň pro děti.] – Hudba Miloš Salač. Estetická výchova, r. 7. 1964/1965, č. 7,příl. pro učitele hudební výchovy, s. 6–7
- Hra s dětmi. [Povídka] – Svoboda, 5. 12. 1970, příl. s. 4
- Ve vichřici. [Povídka.] – Svoboda, 24. 12. 1971, příl. s. 5–6